# Kockengen

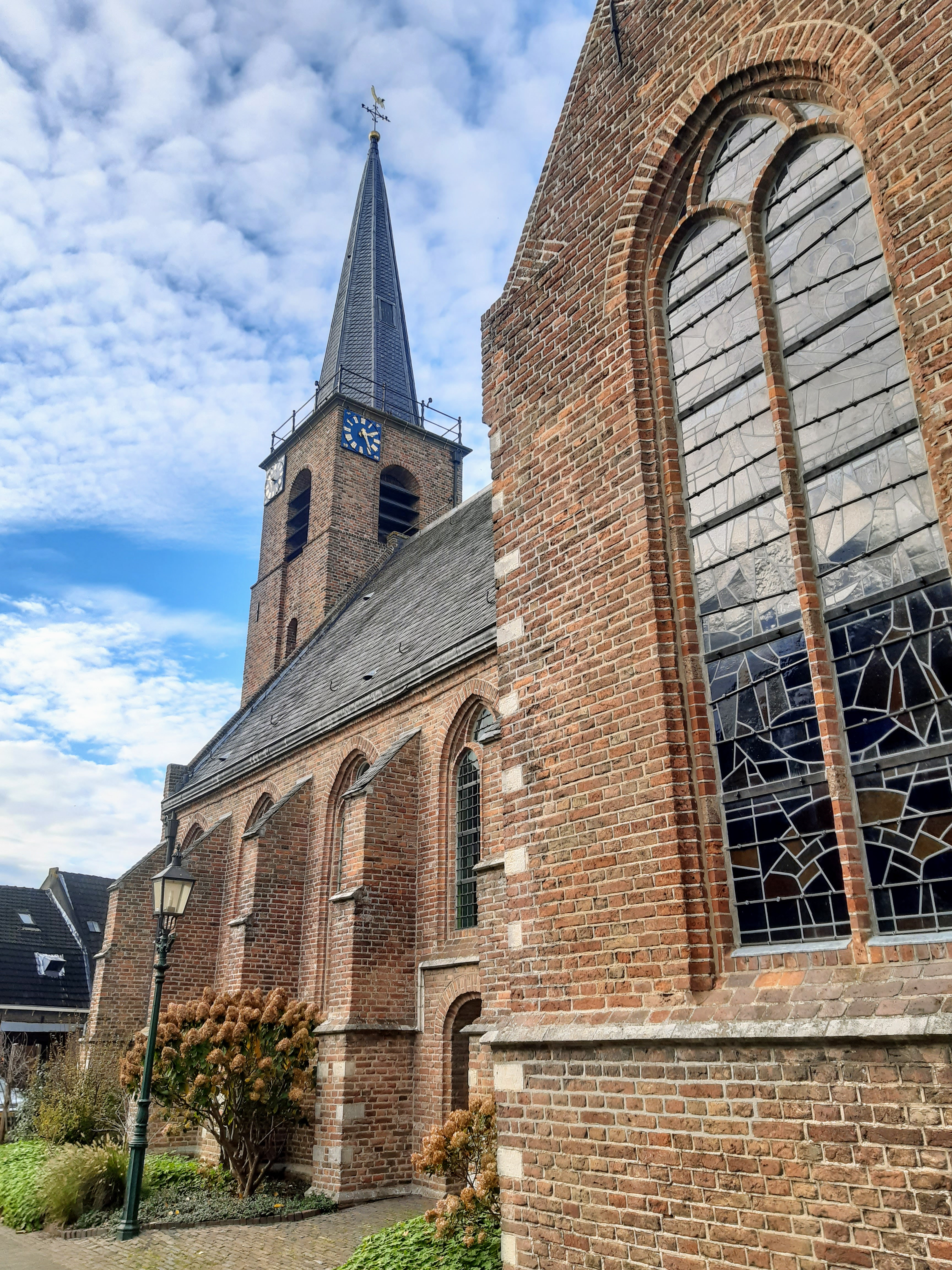
Kockengen: la Hervormde Kerk

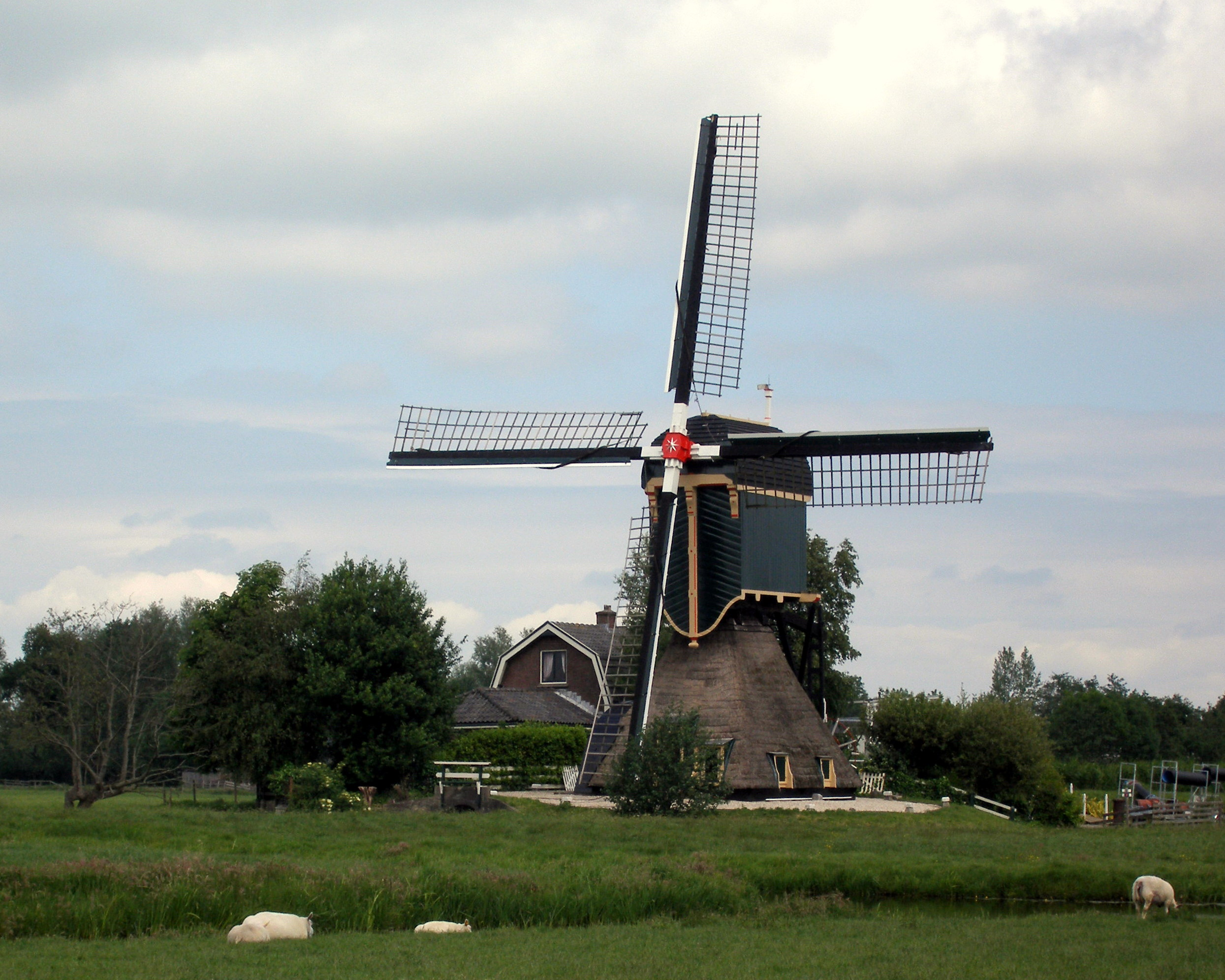
Il mulino di Kockengen

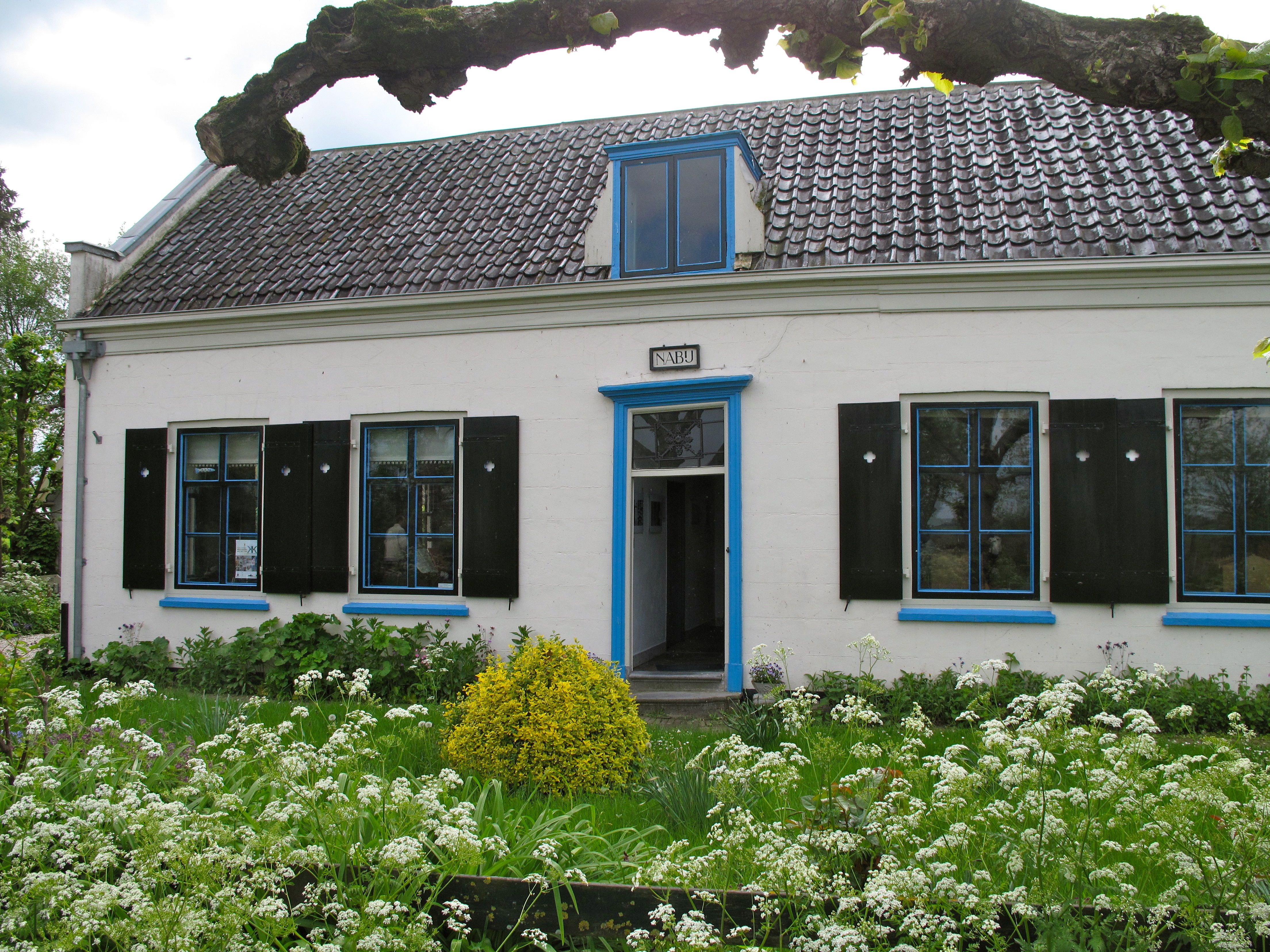
Kockengen: la fattoria "Nabij"

Kockengen è un villaggio (dorp) di circa 3500 abitanti del centro dei Paesi Bassi, facente parte della provincia di Utrecht. Dal punto di vista amministrativo, si tratta di un ex-comune, dal 1989 accorpato alla municipalità di Breukelen, comune a sua volta inglobato nel 2011 nella nuova municipalità di Stichtse Vecht.
È annoverato tra i villaggi  con un centro storico protetto.

## Geografia fisica
Il villaggio di Kockengen si trova nella parte nord-occidentale della provincia di Utrecht ed è situato a ovest del corso dell'Amsterdamse Kanaal, a sud dei laghi di Vinkeveen (Vinkeveense Plassen) e a sud-ovest dei laghi di Loosdrecht (Loosdrechtse Plassen) e tra le città di Utrecht e Mijdrecht (rispettivamente a nord della prima e a sud della seconda), a pochi chilometri ad ovest di Breukelen e ad ovest/nord-ovest di Maarsen.
Il territorio di Kockengen ha una superficie di 18,69 kmq, di cui 0,78 sono costituiti da acqua. Lungo il villaggio scorrono due piccoli fiumi, lo Heicop e il Bijleveld.

## Origini del nome
Il toponimo Kockengen deriva dal termine francese cocagne, ovvero "paese della cuccagna".

## Storia

### Simboli
Lo stemma di Kockengen è costituito da sei croci di colore giallo su sfondo blu ed è ornata da una corona. Questo stemma venne adottato ufficialmente nel 1818, mentre la corona è stata aggiunta nel 1942.

## Monumenti e luoghi d'interesse

### Architetture religiose

#### Hervormde Kerk
Il più antico edificio religioso di Kockengen è la Hervormde Kerk ("chiesa protestante"): situata nella Kerkplein, è risalente al XV secolo, con un campanile del 1635.
All'interno della chiesa si trova un organo realizzato nel 1884 da J.F. Witte.

#### Chiesa dell'Assuzione di Maria
Altro edificio religioso di Kockengen è la chiesa dell'Assunzione di Maria, realizzata nel 1854 su progetto di W.J. van Vogelpoel.

### Architetture civili

#### Mulino di Kockengen
Altro edificio d'interesse è il mulino di Kockengen (Kockengense Molen), un mulino a vento situato lungo la Wagendijk e risalente al 1653.

#### Mulino di Spengen
Nella buurtschap di Spengen, lungo la Wagendijk, si trova poi il mulino di Spengen (Spengense Molen), un mulino a vento risalente al 1841.

#### Fattoria "Nabij"
Sempre lungo la Wagendijk si trova poi la fattoria "Nabij", risalente al XVIII secolo.

## Società

### Evoluzione demografica
Al censimento del 2024, Kockengen contava una popolazione pari a 3.465 abitanti.
La popolazione al di sotto dei 46 anni era a 1.695 unità (di cui 585 erano i ragazzi e i bambini con meno di 16 anni), mentre la popolazione dai 65 anni in su era pari a 795 unità.
La località ha conosciuto, con solo qualche eccezione, un progressivo incremento demografico a partire dal 2016, quando contava una popolazione pari a 3.265 unità.

## Geografia antropica

### Suddivisioni amministrative
buurtschappen
- Gieltjesdorp
- Laag Nieuwkoop
- Portengen
- Portengense brug
- Spengen